# Communauté rurale de Ngoye
Pour les articles homonymes, voir Ngoye.
La communauté rurale de Ngoye est une communauté rurale du Sénégal située au centre-ouest du pays.
Elle fait partie de l'arrondissement de Ngoye, du département de Bambey et de la région de Diourbel.
En 2008 la communauté rurale comptait 41 453 habitants selon le recensement administratif.
Son chef-lieu est Ngoye.